# Mischocyttarus frontalis
Mischocyttarus frontalis är en getingart som först beskrevs av Fox 1898.  Mischocyttarus frontalis ingår i släktet Mischocyttarus och familjen getingar. Inga underarter finns listade i Catalogue of Life.